# Synagogue de la rue du Bourg-Tibourg
La synagogue du Bourg-Tibourg est un lieu de culte juif orthodoxe Séfarade située 24 rue du Bourg-Tibourg dans le 4e arrondissement de Paris.

## Histoire
La synagogue du 24 rue du Bourg-Tibourg est créée en 1920 comme une synagogue orthodoxe non-consistoriale, hassidique. Elle sert alors de synagogue pour des Juifs originaires de l'Europe de l'Est. Son rabbin était Isidore Frankforter, mort en déportation. Elle porte son nom Synagogue Tephilat Israël Frankforter.
Le rite a changé pour devenir sépharade